# Ѻ
Ѻ, ѻ 是一个早期西里尔字母，是西里尔字母 О 的变体，而且兩者發音相同。Ѻ源自希腊字母Omega。古俄语當中就有這個字母。目前Ѻ仅用于教会斯拉夫语。

## 参看
- О о（西里尔字母）
- Ω ω（希腊字母）